# Lepidiota bonguana
Lepidiota bonguana är en skalbaggsart som beskrevs av Brenske 1895. Lepidiota bonguana ingår i släktet Lepidiota och familjen Melolonthidae. Inga underarter finns listade i Catalogue of Life.